# 트랜스애틀랜틱 픽처스
트랜스애틀랜틱 픽처스(Transatlantic Pictures)는 앨프리드 히치콕과 시드니 번스타인이 공동으로 설립한 영화 제작사다. 히치콕은 이 제작사를 통해 《로프》와 《염소자리》를 감독했다.